# 43955 Fixlmüller
(43955) Fixlmüller (nom international (43955) Fixmuller) este un asteroid din centura principală de asteroizi.

## Descriere
43955 Fixlmüller este un asteroid din centura principală de asteroizi. A fost descoperit pe 6 februarie 1997 la Linz de Erich Meyer și Erwin Obermair. Asteroidul prezintă o orbită caracterizată de o semiaxă mare de 2,37 ua, o excentricitate de 0,04 și o înclinație de 0,3° în raport cu ecliptica.